# Пролетаровка (Пензенская область)
Пролетаровка — посёлок Пензенского района Пензенской области. Входит в состав Леонидовского сельсовета.

## География
Находится в центральной части Пензенской области на расстоянии приблизительно 8 км на восток от областного центра города Пенза.

## История
Известен с 1930 года. В 1955 году — бригада колхоза «Свобода». В 2004 году — 9 хозяйств.

## Население
Численность населения: 186 (1930), 257 (1959), 154 (1979), 23 (1989), 22 (1996). Население составляло 12 человек (мордва 58 %, русские 42 %) в 2002 году, 6 в 2010.